# 中正
中正是中國古代職官名。秦朝末年陳勝自立，首次設置「中正」，負責監察群臣。三國曹魏時以陳群之議建立九品中正制，「中正」為二品中央官，访评州郡人士，由各地大小「中正」襄助，將人才分成九品，從此人才选拔权力收归中央。:44

## 名稱出處
典故出自《易經》豫卦六二：「介於石，不終日，貞吉。象曰：不終日，貞吉；以中正也」:34。中正也是中華民國前總統蔣中正的名字:15，在現代臺灣常用於命名道路、地區、設施及學校，以表紀念。